# Список ботаников-систематиков/F

Список начинающихся на букву F обозначений имён ботаников, которые используются при цитировании научных (латинских) биноминальных названий растений.
Международный кодекс ботанической номенклатуры (МКБН) рекомендует в публикациях на ботанические темы, особенно если они касаются таксономии и номенклатуры, указывать авторов названий таксонов. Указание авторов названий таксонов следует выполнять в соответствии с правилами и советами, приведёнными в МКБН. В частности, в МКБН дана рекомендация использовать при цитировании авторов таксонов опубликованную в 1992 году книгу Браммита и Пауэлл Authors of plant names с уточнениями и дополнениями, соответствующими сведениям из баз данных International Plant Names Index и Index Fungorum.
Список обозначений содержит:
- стандартную форму обозначения,
- имя на русском языке (если известно),
- имя на родном языке персоны (или на английском),
- год рождения или годы жизни; в некоторых случаях дан год первой публикации (пометка fl.), в которой использовано данное обозначение.

## Разделы списка —Fa,Fe,Fi,Fl,Fo,Fr,Fu
- F.A.Barkley — Баркли, Фред Александр (англ. Fred Alexander Barkley, 1908—1989)
- F.A.C.Weber — Вебер, Фредерик Альберт Константин (фр. Frédéric Albert Constantin Weber, 1830—1903)
- F.Allam. — de:Frédéric-Louis Allamand, 1735—1803
- F.B.Forbes — Форбс, Фрэнсис Блэквелл (англ. Francis Blackwell Forbes, 1839—1908)
- F.C.How — Foon Chew How, 1908—1959
- F.C.Stern — Frederick Claude Stern, 1884—1967
- F.Dietr. — Дитрих, Фридрих Готтлиб (нем. Friedrich Gottlieb Dietrich, 1768—1850)[1]
- F.G.Davies — Frances G. Davies, 1944—
- F.G.Schroed. — Fred-Günter Schroeder, 1930—
- F.H.Brandt — Fred H. Brandt, 1908—
- F.H.Wigg. — Виггерс, Фридрих Генрих (нем. Friedrich Heinrich Wiggers, 1746—1811)[2]
- F.K.Mey. — Фридрих Карл Мейер (нем. Friedrich Karl Meyer, 1926—2012)
- F.L.Bauer — Бауэр, Фердинанд (нем. Ferdinand Lukas Bauer, 1760—1826)
- F.L.Tai — Fung L. Tai, 1893—1973
- F.Lestib. — François Joseph Lestiboudois, —1815
- F.M.Bailey — Бейли, Фредерик Мэнсон (англ. Frederick Manson Bailey, 1827—1915)
- F.M.Knuth — Кнут, Фредерик Маркус (дат. Frederik Marcus Knuth, 1904—1970)
- F.M.Leight. — Лейтон-Айзек, Фрэнсис Маргарет (англ. Frances Margaret Leighton, 1909—2006)
- F.Maek. — Fumio Maekawa, 1908—1984
- F.Michx. — Мишо, Франсуа Андре (фр. François André Michaux, 1770—1855)[3]
- F.Muell. — Мюллер, Фердинанд (нем. Ferdinand Jacob Heinrich von Mueller, 1825—1896)
- F.N.Alex. — Алексеенко, Фёдор Никитич (1882—1904)[4]
- F.Phil. — Филиппи, Федерико (итал. Federico Philippi, 1838—1910)
- F.Ritter — Риттер, Фридрих (нем. Friedrich Ritter, 1898—1989)
- F.Rudolphi — Рудольфи, Фридрих Карл Людвиг (нем. Friedrich Karl Ludwig Rudolphi, 1801—1849)[5]
- F.Schmidt — Шмидт, Фёдор Богданович (нем. Friedrich Karl Schmidt, 1832—1908)
- F.Schwerdtf. — Швердтфегер, Фриц (нем. Fritz Schwerdtfeger, 1905—1986)
- F.T.Hubb. — Frederic Tracy Hubbard, 1875—1962
- F.T.Wang — Ван Фацзуань (кит. 汪发缵, 1899—1985)
- F.Voigt — Friedrich Siegmund Voigt, 1781—1850
- F.W.Schmidt — Шмидт, Франц Вилибальд (нем. Franz Willibald Schmidt, 1764—1796)
- F.Weber — Вебер, Фридрих (энтомолог) (нем. Friedrich Weber, 1781—1823)
- F.Wettst. — Веттштейн, Фриц фон (нем. Fritz von Wettstein, 1895—1945)
- F.Y.Liu — Fang Yuan Liu, fl. 1988

### Fa
- Fabr. — Фабрициус, Филипп Конрад (нем. Philipp Conrad Fabricius, 1714—1774)[6]
- Falc. — Фальконер, Хью (англ. Hugh Falconer, 1808—1865)
- Falkenb. — Фалькенберг, Пауль (нем. Paul Falkenberg, 1848—1925)
- Falk — Фальк, Иоганн Петер (нем. Johann Peter (Pehr) Falk, 1733—1774)
- Farjon — Фарйон, Алйос (нидерл. Aljos Farjon, 1946—)
- Farl. — Фарлоу, Уильям Джилсон (англ. William Gilson Farlow, 1844—1919)
- Farrer — Reginald John Farrer, 1880—1920
- Farw. — Фаруэлл, Оливер Аткинс (англ. Oliver Atkins Farwell, 1867—1944)
- Fassett — Фэссет, Норман Картер (англ. Norman Carter Fassett, 1900—1954)
- Fayed — A.-A. Fayed, fl. 1979
- Fayod — Файо, Виктор (фр. Victor Fayod, 1860—1900)

### Fe
- Fed. — Фёдоров, Андрей Александрович (1908—1987)
- Fedde — Федде, Фридрих Карл Георг (нем. Friedrich Karl Georg Fedde, 1873—1942)
- Fedor. — Федорончук, Николай Михайлович (1948—)
- Fée — Фе, Антуан Лоран Аполлинер (фр. Antoine Laurent Apollinaire Fée, 1789—1874)
- Feer — Фер, Генрих (нем. Heinrich Feer, 1857—1892)
- Feinbrun — Фейнбрун, Наоми (англ. Naomi Feinbrun, 1900—1995)
- Fenzl — Фенцль, Эдуард (нем. Eduard Fenzl, 1808—1879)
- Fernald — Фернальд, Мерритт Линдон (англ. Merritt Lyndon Fernald, 1873—1950)[7]
- Fernando — wikispecies:Edwino S. Fernando, 1953—
- Ferre — Yvette de Ferré
- Ferreyra — Ramón Alejandro Ferreyra, 1912—2005
- Ferry — René Joseph Justin Ferry, 1845—1924
- Feuillée — Фелье, Луи (фр. Louis Éconches Feuillée, 1660—1732)

### Fi
- Figueiredo — Estrela Figueiredo, fl. 1995
- Finet — Фине, Ахилл Эжен (фр. Achille Eugène Finet, 1863—1913)
- Fingerh. — Фингерхут, Карл Антон (нем. Carl Anton Fingerhuth, 1802—1876)
- Fior.-Mazz. — Фьорини-Маццанти, Элизабетта (итал. Elisabetta Fiorini Mazzanti, 1799—1879)
- Fisch. — Фишер, Фёдор Богданович фон (нем. Friedrich Ernst Ludwig von Fischer, 1782—1854)
- Fisch.Waldh. — Фишер фон Вальдгейм, Александр Григорьевич (1803—1884)
- Fitzg. — Фицджеральд, Роберт Дэвид (ирл. Robert D. FitzGerald, 1830—1892)

### Fl
- Flaksb. — Фляксбергер, Константин Андреевич (1880—1942)
- Fleming — Флеминг, Джон (учёный) (англ. John Fleming (naturalist), 1785—1857)[8]
- Flinders — Флиндерс, Мэтью (англ. Matthew Flinders, 1774—1814)
- Florin — Флорин, Карл Рудольф (швед. Carl Rudolf Florin, 1894—1965)
- Flüggé — Флюгге, Иоганнес (нем. Johannes Flüggé, 1775—1816)[9]

### Fo
- Focke — Фоке, Вильгельм Ольберс (нем. Wilhelm Olbers Focke, 1834—1922)
- Fomin — Фомин, Александр Васильевич (ботаник) (1869—1935)
- Font Quer — Фонт-и-Кер, Пий (исп. Pius Font i Quer, 1888—1964)
- Forbes — Форбс, Джон (англ. John Forbes, 1798—1823)
- Forman — Lewis Leonard Forman, 1929—1998
- Fourr. — Фурро, Жюль Пьер (фр. Jules Pierre Fourreau, 1844—1871)
- Forrest — Форрест, Джордж (ботаник) (англ. George Forrest, 1873—1932)
- Forssk. — Форссколь, Пер (швед. Pehr Forsskål, 1732—1763)
- Foster — Фостер, Майкл (англ. Michael Foster, 1836—1907)
- Forsyth — Форсайт, Уильям (ботаник) (англ. William Forsyth, 1737—1804)
- Fortune — Фортьюн, Роберт (англ. Robert Fortune, 1812—1880)
- Fosberg — Фосберг, Фрэнсис Раймонд (англ. Francis Raymond Fosberg, 1908—1993)
- Foucaud — Фуко, Жюльен (фр. Julien Foucaud, 1847—1904)
- Foug. — Фужеру де Бондаруа, Огюст Дени (фр. Auguste Denis Fougeroux de Bondaroy, 1732—1789)

### Fr
- Fr. — Фрис, Элиас Магнус (швед. Elias Magnus Fries, 1794—1878)[10]
- Francey — Pierre Francey, fl. 1933
- Franch. — Франше, Адриан Рене (фр. Adrien René Franchet, 1834—1900)
- Franco — Франку, Жуан Мануэл Антониу ду Амарал (порт. João Manuel Antonio do Amaral Franco, 1921—)
- Franco-Mol. — Ana Esperanza Franco-Molano, fl. 1992
- Frank — Joseph C. Frank, 1782—1835
- Frapp. — Фраппье, Шарль (фр. Charles Frappier, 1813—1885)
- Fraser-Jenk. — Фрейзер-Дженкинс, Кристофер Рой (англ. Christopher Roy Fraser-Jenkins, 1948—)
- Frauenf. — Фрауэнфельд, Георг фон (нем. Georg Ritter von Frauenfeld, 1807—1873)
- Freyn — Фрейн, Иосиф Франц (чеш. Josef Franz Freyn, 1845—1903)
- Frém. — Фримонт, Джон (англ. John C. Frémont, 1813—1890)
- Freire — Domingos Freire, fl. 1886
- Fresen. — Фрезениус, Иоганн Баптист Георг Вольфганг (нем. Georg Fresenius, 1808—1866)
- Frič — Фрич, Альберто Войтех (чеш. Alberto Vojtěch Frič, 1882—1944)[11]
- Friedr. — Emanuel Ritter von Friedrichsthal, 1809—1842
- Friedrich — Фридрих, Ганс Христиан (нем. Hans Christian Friedrich, 1925—1992)
- Friis — Фриис, Иб (дат. Ib Friis, 1945—)
- Fritsch — Фрич, Карл (ботаник) (нем. Karl Fritsch, 1864—1934)
- Friv. — Фривальдский, Имре (венг. Frivaldszky Imre, 1799—1870)
- Frodin — Фродин, Дэвид Гэммен (англ. David Gamman Frodin, 1940—)
- Fryxell — Фрикселл, Пол Арнольд (англ. Paul Arnold Fryxell, 1927—2011)

### Fu
- Fukuy. — Фукуяма, Нориаки (яп. 福山伯明, es:Noriaki Fukuyama, 1912—1946)
- Fuller — George Damon Fuller, 1869—1961
- Funck — Функ, Генрих Кристиан (нем. Heinrich Christian Funck, 1771—1839)
- Fürnr. — August Emanuel Fürnrohr, 1804—1861

### Комментарии
1. ↑  Устаревшее обозначение автора Dietr.
2. ↑  Другие варианты записи обозначения F.H.Wiggers или Wiggers
3. ↑  Устаревшее обозначение автора Michx.f.
4. ↑  Иногда встречается обозначение: T.Alex.
5. ↑  В советское время применяли сокращение Rudolphi, которое теперь указывает на учёного Karl Asmund Rudolphi, 1771—1832
6. ↑  Долиннеевский ботаник. Названия, опубликованные им до 1 мая 1753 года, не считаются действительно опубликованными с точки зрения Международного кодекса ботанической номенклатуры, в связи с чем в современной научной литературе это обозначение практически не встречается.
7. ↑  Другое обозначение автора Fern.
8. ↑  Другое обозначение автора Flem.
9. ↑  Вариант написания Fluegge
10. ↑  Устаревшее обозначение ботаника: Fries
11. ↑  Вариант записи обозначения: Fric